# Psilopa rufipes
Psilopa rufipes är en tvåvingeart som beskrevs av Friedrich Georg Hendel 1913. Psilopa rufipes ingår i släktet Psilopa och familjen vattenflugor. Inga underarter finns listade i Catalogue of Life.